# Biharmező
Biharmező (Poiana), település Romániában, a Partiumban, Bihar megyében.

## Fekvése
Vaskohtól délkeletre, a Bihar-hegység legmagasabb csúcsa, a Nagy-Kukurbéta alatt, Rézbánya és Vaskohszeleste közt fekvő település.

## Története
Biharmező nevét 1600-ban Poian néven említette először oklevél.
1851-ben Fényes Elek írta a településről:
Pojána, a váradi deák püspök vaskohi uradalmában, magas hegyek közt, 320  óhitő lakossal, anyatemplommal.
A falu birtokosa a nagyváradi 1. sz. püspökség volt, mely itt még a 20. század elején is birtokos volt.
A település mellett ered a Fekete-Körös egyik ága és határában több elhagyatott bánya is volt.
Egykor itt aranymosást is végeztek.
1910-ben 724 lakosából 8 német, 715 román volt. Ebből 711 görögkeleti ortodox, 8 izraelita volt.
A trianoni békeszerződés előtt Bihar vármegye Vaskohi járásához tartozott.